# Bolitophila obscurior
Bolitophila obscurior är en tvåvingeart som beskrevs av Stackelberg 1969. Bolitophila obscurior ingår i släktet Bolitophila och familjen smalbensmyggor. Arten är reproducerande i Sverige. Inga underarter finns listade i Catalogue of Life.